# Eugenie Scott

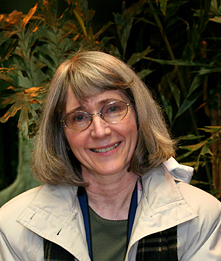
Eugenie Scott

Eugenie Carol Scott (24 oktober 1945) is een Amerikaans biologisch-antropologe, die sinds 1987 aan het hoofd staat van de non-profitorganisatie National Center for Science Education (NCSE). Ze is een van de grotere publieke critici van de creationisme- en intelligent design-hypotheses.
Scott neemt geregeld de tijd om in publiek debat te gaan met voorvechters van de hypothese dat de aarde geschapen is door een bovennatuurlijke entiteit. Dat deed ze bijvoorbeeld al herhaaldelijk op MSNBC en Fox News Channel. Tevens geeft ze lezingen voor zowel wetenschappers als een doorsnee publiek.
Nadat intelligent design-voorstander David Berlinski haar eens met een eekhoorn vergeleek, vertelde Scott graag gezien te worden als "Darwins golden retriever" (zie Thomas Huxley, alias Darwin's Bulldog).

## Academisch leven
Scott werd Master of Science en Bachelor of Science aan de Universiteit van Wisconsin-Milwaukee, gevolgd door de titel Doctor of Philosophy aan de Universiteit van Missouri–Columbia. In 1974 ging ze aan de slag als biologisch-antropologe aan de Universiteit van Kentucky. Scott gaf les als hoogleraar aan de universiteiten van Colorado en Californië. Haar onderzoeksgebied richt zich voornamelijk op medische antropologie en antropologie met betrekking tot skeletten.

## Rechtszaak
Scott en haar staf van de NCSE dienden in 2005 als adviseurs in de rechtszaak Kitzmiller versus Dover Area School District. Elf ouders van leerlingen op de school, spanden die zaak aan tegen het schoolbestuur. Het bestuur wilde hun onderwijsstaf verplichten de leerlingen te leren dat de evolutieleer 'maar één theorie' was, 'net als het scheppingsverhaal en intelligent design '. De ouders wilden dit voorkomen. Laatstgenoemden wonnen de zaak, omdat de rechter bewezen achtte dat de voorstanders van 'meerdere theorieën' hun zaak puur op religieuze overtuigingen baseerden en niet op feiten.